# Bogusław Wierdak
Bogusław Jerzy Wierdak (ur. 6 listopada 1955 w Nysie) – polski polityk, samorządowiec, przedsiębiorca, od 2006 do 2014 przewodniczący sejmiku opolskiego III i IV kadencji.

## Życiorys
Z wykształcenia magister inżynier budownictwa. Był zatrudniony w przedsiębiorstwie budownictwa rolnego w Nysie, pracował jako kierownik zakładu remontowo-budowlanego w rolniczej spółdzielni produkcyjnej, w 2003 został dyrektorem prywatnego przedsiębiorstwa. Współtworzył lokalną izbę gospodarczą i stowarzyszenie przedsiębiorców w Nysie.
W 1998 z ramienia Unii Wolności uzyskał po raz pierwszy mandat radnego sejmiku opolskiego (I kadencji). W 2001 przystąpił do Platformy Obywatelskiej i z jej listy kandydował bez powodzenia do Sejmu. Został później przewodniczącym struktur PO w powiecie nyskim. W 2002 i 2006 wybierany na radnego województwa II i III kadencji, po wyborach w 2006 powołany na przewodniczącego sejmiku. W 2010 uzyskał reelekcję w wyborach wojewódzkich, następnie po raz drugi stanął na czele sejmiku. W 2014 wybrany na V kadencję sejmiku wojewódzkiego, objął funkcję jego wiceprzewodniczącego. Również w 2018 i 2024 utrzymywał mandat radnego województwa.
W 2015 odznaczony Krzyżem Kawalerskim Orderu Odrodzenia Polski. W 2010 otrzymał Złoty Krzyż Zasługi.